# Henry Somerset (1849-1932)
Henry Richard Charles Somerset (7 décembre 1849 - 10 octobre 1932) est un homme politique conservateur britannique et un compositeur de musique populaire. Il est contrôleur de la maison sous Benjamin Disraeli entre 1874 et 1879.

## Jeunesse
Il est le deuxième fils de Henry Somerset (8e duc de Beaufort), et de son épouse Lady Georgiana Charlotte Curzon, fille de Richard Curzon-Howe (1er comte Howe). Il est le frère de Henry Somerset (9e duc de Beaufort), et de Lord Arthur Somerset .

## Carrière politique
Il est élu lors d'une élection partielle en 1871 en tant que député du Monmouthshire et occupe le siège jusqu'à ce qu'il se retire aux élections générales de 1880,. Lorsque les conservateurs arrivent au pouvoir en 1874 sous Benjamin Disraeli, il est admis au Conseil privé et nommé contrôleur de la maison, un poste qu'il occupe jusqu'en 1879. En dehors de sa carrière politique, il est également lieutenant adjoint du Monmouthshire et juge de paix du Herefordshire et du Monmouthshire.

## Famille
Il épouse Isabella Caroline Somers-Cocks, la fille aînée et cohéritière de Charles Somers-Cocks (3e comte Somers), le 6 février 1872. Ils ont un enfant, Henry Charles Somers Augustus (1874 - 1945), mais leur mariage s'est effondré après quelques années à cause de l'engouement de Lord Henry pour un garçon de 17 ans. En conséquence, il se retire en Italie, alors que sa femme est ostracisée de la société pour avoir rendu publique, contrairement aux conventions de l'époque, la raison de son départ. Elle est décédée en mars 1921. Somerset est resté veuf jusqu'à sa mort en octobre 1932, à l'âge de 82 ans. Son fils unique épouse Katherine, fille de William Beauclerk (10e duc de Saint-Albans), et leur petit-fils David Somerset (11e duc de Beaufort), hérite du duché de Beaufort en 1984.

## Musique
Somerset est l'auteur de Songs of adieu (1889) et A song of sleep (Ricordi, 1903). Sa mise en musique de Echo de Christina Rossetti connut un succès considérable lorsqu'il est publié par Chappell & Co. vers 1900.